# 張國恩 (1958年)
張國恩（1958年6月30日—），台灣教育學者，現任東海大學校長。曾任國立臺灣師範大學校長、臺師大資訊教育研究所講座教授，研究專長包括電腦模擬式學習、數位學習、網路化企業訓練、行動學習。

## 生平
張國恩兒時生長於基隆的小漁村，雖然學習環境不佳。當周遭同學在國中階段多半放棄學業準備就業之際，他卻堅持苦讀邁向升學之路，當年在就業為前提的時空背景下，他在家人與師長的鼓勵下進入臺北工專（現國立臺北科技大學）電機科就讀，五專畢業則繼續至國立臺灣工業技術學院（今國立臺灣科技大學）電子工程系進修學士學位，之後更以優異成績進國立臺灣大學電機系攻讀碩士與博士學位，畢業後至國立臺灣師範大學擔任教師，他將自己以往的電機、電子專業與教育專業進行跨域整合，擔任臺師大教授期間全心致力教學研究，將電算機與各科教育整合，並不遺餘力推動電腦模擬式學習、數位學習與行動學習，三度獲得科技部的傑出研究獎，今獲聘為科技部最高榮耀「科技部傑出特約研究員」的殊榮，2021年更榮獲教育部「師鐸獎」。擔任國立臺灣師範大學校長時曾撰述「二十一世紀的高等教育-兼論翻轉教育思維」一文，清楚指出高等教育是透過「真理的追求」影響社會的發展，二十一世紀大學雖然強調知識創造，但大學的本質仍是與宇宙精神相繫，要使更多人獲得啟蒙，進而引領文明的創新。他擔任台師大校長期間，始終相信真理，並以求真、踏實與力行的態度追求辦學之績效與卓越。

## 學歷
- 國立臺灣大學電機工程研究所博士
- 國立臺灣大學電機工程研究所碩士
- 國立臺灣工業技術學院電子工程系學士[5]
- 國立台北工業專科學校電機工程科副學士

## 經歷與榮譽事蹟
經歷: 
1. 國立臺灣師範大學資訊教育研究所講座教授 (108.09~111.01）
2. 國立臺灣師範大學智慧型互動學習科技實驗室主持人 (現職)
3. 國立臺灣師範大學校長 (99.02~107.02)
4. 國立臺灣師範大學副校長 (95.11~99.02)
5. 國立臺灣師範大學圖書館館長 (93.08~96.07)
6. 國立臺灣師範大學資訊教育學系主任(89.08~91.07)
7. 國立臺灣師範大學電算中心主任 (79.08~82.07)
8. 中鼎工程股份有限公司顧問兼中鼎大學校長 (108.09~迄今)
9. 師子王藝術分享股份有限公司董事 (108.09~迄今)
10. 師子王智慧學習股份有限公司董事 (109.09~迄今)
11. 財團法人中鼎教育基金會董事 (107.11~迄今)
12. 國立臺灣師範大學新創控股公司董事 (107.03~迄今)
13. 財團法人臺大系統文化基金會董事 (107.01~迄今)
14. 國立臺灣大學系統委員會委員 (107.01~迄今)
15. 財團法人誠正勤樸學術基金會董事長 (99.08~107.09)
16. 財團法人誠正勤樸學術基金會董事 (107.10~迄今)
17. 財團法人中技社工程教育研究基金管理委員會委員 (105.04~迄今)
18. 財團法人中技社董事 (107.09~迄今)
19. 社團法人台灣數位學習與內容學會榮譽理事長 (100.01~迄今)
20. 社團法人台灣數位學習與內容學會首任理事長 (100.09~106.09)
21. 財團法人資訊工業策進會常務董事 (98.08~107.07)
22. 財團法人中華民國電腦技能基金會董事 (96.08~99.08)
23. 中華民國數位學習品質服務中心創辦人及總召集人 (94~99.01)
24. 台灣綠色大學聯盟首任理事長 (102.09~106.09)
25. 台灣新媒體科技與教育協會首任理事長(109.10~迄今)
26. 台灣大學、清華大學、中國醫藥大學、台中教育大學等校評鑑指導委員會委員 (現職)
27. 基隆市市政府顧問 (105.06~迄今)
28. 新北市教育局顧問 (109.08~迄今)
29. 私立東海大學校長 (111.02~迄今)

榮譽事蹟 ：
1. 擔任臺師大學術及行政主管20餘年，推動創新措施，提高校務運作績效，成就學校特色。
2. 擔任臺師大校長期間，獲第二期頂尖大學計畫與深耕計畫補助，引領學校轉型與精進，提升大學國際競爭力與排名。
3. 深耕資訊教育研究，獲得3次科技部傑出獎(2012~2014、2009~2011、2002~2004)。
4. 獲行政院國家科學委員會傑出學者研究計畫主持人 (2008~2010)
5. 獲109年度科技部傑出特約研究員獎。
6. 擔任教育部中小學國際教育計畫主持人及白皮書諮詢專家，協助我國中小學接軌國際。
7. 擔任科學教育研究發展白皮書撰述召集人，協助擘劃國家科學教育研發展方向。
8. 推動臺師大、臺大、臺科大共組國立臺灣大學系統，三校共享資源，創立大學實質合作楷模。
9. 教學研究表現傑出，獲頒台灣師大「特殊優秀人才」及「講座教授」。
10. 創立台灣綠色大學聯盟、台灣數位學習與內容協會、台灣新媒體科技與教育協會等，並擔任首任理事長。
11. 2007年榮獲全球華人資訊教育學會年度貢獻獎。
12. 2009年榮獲臺北科技大學傑出校友。
13. 2011年榮獲臺灣科技大學傑出校友。
14. 2012年榮獲亞洲知識管理學院榮譽會士。
15. 2012年加拿大工商管理學院榮譽會士。
16. 2011年日本創價學會最高榮譽賞。
17. 2021年獲聘科技部傑出特約研究員[6]。
18. 2021年獲頒教育部師鐸獎。
19. 2022晉列2020年度全球前2%頂尖科學家暨科學影響力排行榜

## 產學與教育奉獻

### 對社會與產學之影響
1. 擔任國科會科教處資訊教育學門召集人，除擬定資訊教育發展與研究方向外，並首創SIG (Special Interest Group) 研究群與薪火相傳研習活動，凝聚研究能量，發揮團隊合作精神，至今SIG與薪火相傳研習依然受到歷任學門召集人的支持，持續推動與擴大規模。
2. 於2011年創辦「數位學習與內容學會」，並擔任首任理事長，協助推動SIG研究群外，並辦理「數位學習科技期刊」與「TWELF學術會議」，群策群力推動發展我國數位學習與內容。
3. 主持「北區環境教育區域中心設置專案工作計畫」(103-106)，創立「台灣綠色大學聯盟」，並擔任首任理事長，代表簽署「塔樂理宣言」。
4. 擔任中技社董事期間，召集國內產官學專家，撰寫最新趨勢之專題報告「區塊鏈+時代的社經變革與創新思維」與「新媒體之發展趨勢與影響」，做為政府訂定政策與教育方向之參考。
5. 擔任共同主編，召集多位學者編輯國內第一套「數位學習系列叢書」，目前已經出版7冊，做為傳承數位學習知識的教科書。此外已與國際出版社Springer合作出版系列叢書(Chinese Language Learning Sciences Series)，並被收錄為SCOPUS，將臺灣的華語文研發成果帶往國際。
6. 於2020年創立「新媒體科技與教育協會」，並擔任首屆理事長，發展「新聞識讀素養指標與量表」，據此可發展適合各級學校之媒體識讀課程，讓學生具備假新聞之辨別能力。
7. 擔任「全球華人計算機教育應用學會」執行委員會委員及資深顧問多年，因對資訊教育學術發展與會務推動貢獻，於2007年獲頒「全球華人資訊教育學會年度貢獻獎」。
8. 擔任資策會常務董事9年，協助國內資訊工業之發展。
9. 配合政策推動大學研究產業化，創立「台師大新創控股事業股份有限公司」，發揮學校特色領域，協助師生開設新創公司，目前已投資「師子王藝術分享股份有限公司」與「師子王智慧學習股份有限公司」。

### 投注教育服務與奉獻
1. 多年來擔任各縣市資訊教育諮詢顧問，目前受聘為基隆市和新北市顧問，協助推動資訊教育政策。
2. 自2014年起偕同本校邁向頂尖大學團隊，透過科技化教學環境，協助偏鄉中小學進行補救教學，目前已有花蓮、台東、桃園、基隆等縣市約有50所學校參與。
3. 自2012年起，每年暑假親自率台師大師生赴偏鄉中小學做課程輔導服務，並挹注相關資源，任內約有1000位學生至132所學校進行26400人次的服務，遍及台灣各縣市。
4. 協助景美女中拔河隊找到升學出路，共組台師大景美拔河聯隊，並擔任領隊遠征各地，除獲世界冠軍外，更幫助了弱勢生翻轉人生。
5. 推動台師大、台大、台科大共組台灣大學系統，三校全面合作與共享資源，造福師生獲得豐沛的研究與學習環境。
6. 自2008年起帶領台師大成立華語文研究中心，開發資訊輔助華語文教學系統，有效協助外籍生與僑生的語文學習。
7. 在人才培育方面，所指導的研究生大都服務於教育界，持續傳承及培育下一代，有多位任職大學，並任學術或行政主管，亦有擔任國高中職校長者。其中有多位學生研究表現傑出，獲得科技部傑出獎、教育部學術獎或擔任國際重要SSCI期刊主編等。
8. 多年來擔任各級學校之訪視委員、諮詢委員、評鑑委員、校務顧問等，現擔任台大、清大、中國醫藥大學、台中教育大學等校級評鑑指導委員會委員。

### 教育政策與法令推動
1. 於100年度執行「科學教育研究發展白皮書規劃計畫」，結合國內科教專家完成科教白皮書。另於101-107主持教育部「推動中小學國際教育課程教材、資訊網及學校本位國際教育專案計畫」，協助完成第一期國際教育白皮書、建構「中小學國際教育能力指標」、發展國際教育融入學科教材與建置中小學國際教育課程資訊網。
2. 在各階段分別主持教育部有關資訊教育之發展計畫，如「建立行動學習模式、介面設計與行動學習教室標準」、「培養e世代資訊人才：規劃高中職學生資訊能力指標」、「以能力指標為基礎的資訊教育提昇計畫：整合資訊融入示範教材設計與資訊能力評量」、「中小學資訊能力評量機制發展與推廣計畫」等，協助我國資訊教育發展藍圖的建立。
3. 自2017年起，帶領臺師大團隊承接教育部「師資生專門內容知識考試前導研究計畫」及「師資培育課程規劃研究計畫」，研擬符合實務需求之「師資職前教育課程基準」，對師資培育有重大影響。
4. 長期擔任「國家華語文測驗推動委員會」相關會議召集人與諮詢委員，並主持「教育部華語文能力測驗考生資料庫暨海外施測業務整合系統建置計畫」，協助發展華語文各類測驗，推動我國華語文測驗在全球的領導地位。
5. 督導師大心測中心承辦教育部國中基測相關工作，並擔任國中教育會考推動主任委員，協助我國每年基測與會考穩定公平實施。

## 行政領導
99年2月至107年2月擔任臺灣師大校長，提出「蛻變九五、大學典範」理念，以九大發展重點、五大執行方案作為校務發展目標，建立「跨域整合、為師為範之綜合性大學」，經由8年的創新變革，除讓臺灣師大獲得教育部邁向頂尖大學計畫與深耕計畫外，並成為QS全球大學排名進步最多的三所大學之一，獲QS全球排名第289名、亞洲第58名、教育學科第22名之殊榮，辦學績效有長足進步。
具體創舉如下：
1. 禮聘名師：健全教師聘任制度，延攬國內外優秀師資，如聘請諾貝爾獎得主高行健、多位國內外院士、國家講座、科技部傑出獎、國家文藝獎與行政院文化獎得主等，任內約新聘300多位新進教師，為校園注入新血與活力。尊重學術多元價值，升等、評鑑、獎勵等制度皆考量不同領域表現。
2. 全球移動：推動一系所一標竿、一系所一國際合作案、與世界百城百校國際交流計畫。針對外籍生開設每周6小時華語文課程與迷你英語授課學程。
3. 學術發展：利用重點發展領域帶動全面學術發展，給予人事、經費與空間需求之協助，培養多位教師獲得各項獎項。訂定各類獎勵措施，鼓勵期刊發表、書籍出版與參與國際會議，輔導學校出版期刊與書籍收錄在Scopus、TSSCI、SSCI等index中(共有9本期刊收錄為SCOPUS)。
4. 行政革新：實施管考制度，首創以平衡計分卡評估單位績效，改善考績制度，赴外標竿學習、訂定彈性升遷制度，落實資訊化管理，大幅提升行政組織效能與校內凝聚力。
5. 教務變革：降低必修學分，發展微學分與總整課程，推動「世界足跡」、跨領域領導與創業學程，改革國文、英文、體育、資訊等基礎課程，實施能力為本的Y+X課程發展，推動與高中職、大學、產業及國際聯盟之橫向與縱向之跨校開課計畫，取消雙二一退學制度，降低轉系門檻、建置網路大學等。
6. 學務創新：開辦新生伯樂大學堂，廢除操性成績，實施高關懷測驗，配合專責導師制度，落實三級輔導功能，擴大弱勢生獎學金規模，強化特教中心功能，建置書院，建立醫院等級的健康中心。
7. 校園建設：任內新建7棟大樓，其中新建師大美術館獲得建築設計獎；發包3000床位之學生宿舍大樓，拆除部分圍牆，重塑校園氛圍，營造「天天有畫展，週週有音樂會」之特色校園文化。修護古蹟，活化校園資產等。
8. 擴增校地: 爭取無償撥用國有土地，增加台北市臥龍街土地850坪、林口校區旁8公頃、福州街劉真校長故居等。
9. 活化資產: 完成古蹟修復，珍視文化資產之保存、修復、數位化及再利用，修復梁實秋故居、文薈廳、禮堂、劉真校長故居等古蹟校舍。資產活化獲財政部101年、104年國有公共財產年度活化運用績效評選第二名與第四名之殊榮；創辦文創市集，培養師生文創思維，型塑創意創新校園[8]。